# Muraltia stipulacea
Muraltia stipulacea là một loài thực vật có hoa trong họ Polygalaceae. Loài này được Burch. ex DC. mô tả khoa học đầu tiên năm 1824.